# Appel au peuple

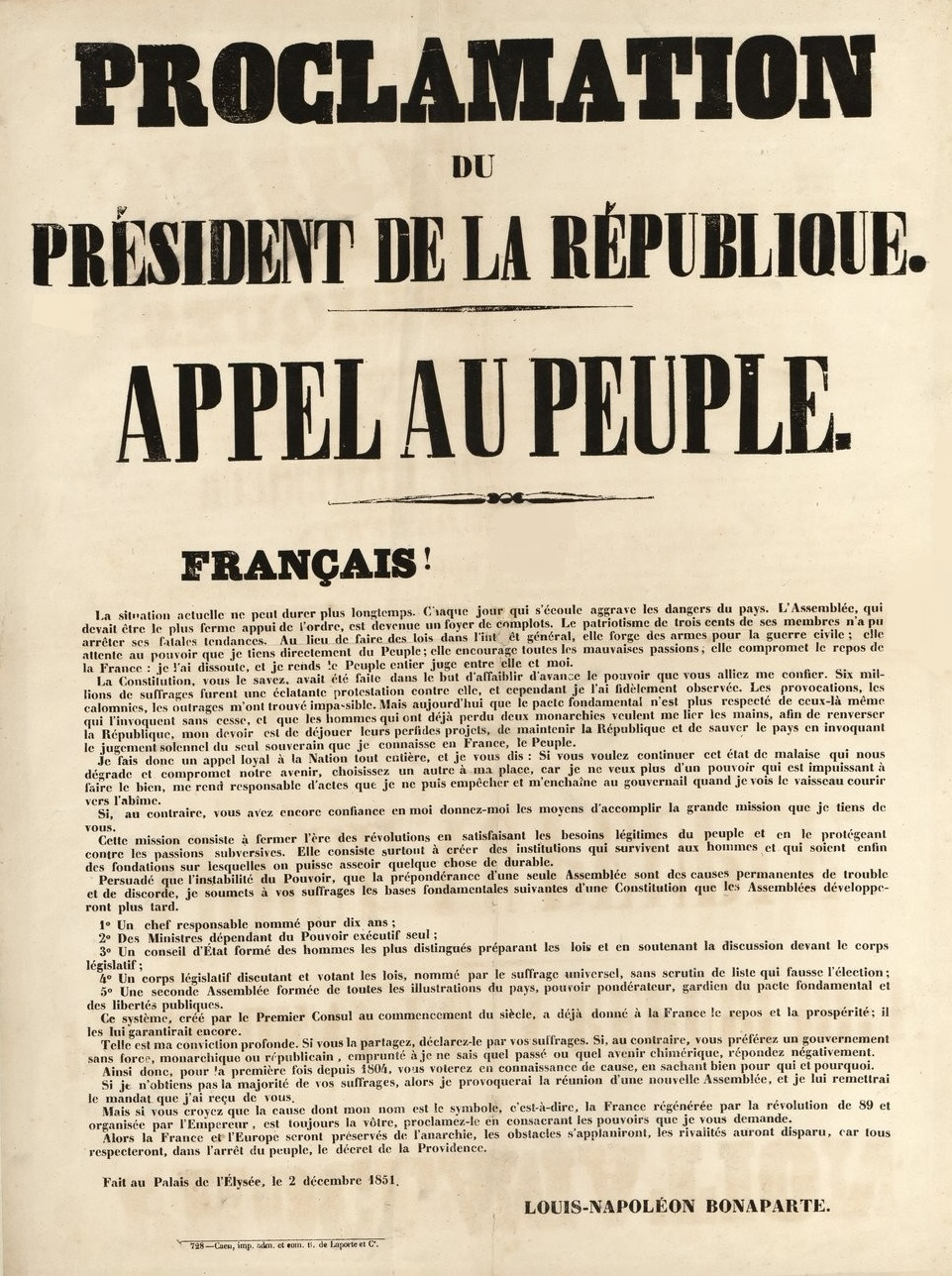
Il proclama pubblico affisso da Luigi Napoleone Bonaparte nel 1851 col quale si chiedeva alla popolazione francese di prendere parte ad un plebiscito per decidere quale forma di governo dare alla Francia. Il gruppo politico nato sul finire dell'Ottocento prese nome proprio da questo manifesto.

L' Appel au peuple (o "Partito del Plebiscito") fu un gruppo parlamentare francese filo-bonapartista che si sviluppò durante i primi anni della terza repubblica francese. Questo aveva come proprio programma la presentazione di un plebiscito popolare attraverso il quale il popolo francese avrebbe scelto la forma di governo dello stato, ovvero se rimanere con la repubblica o restaurare il secondo impero napoleonico, scelta quest'ultima che il gruppo sosteneva apertamente. Il gruppo politico fu una forza significativa tra gli anni '70 ed '80 nella politica francese, in particolare quando si affiliò ai boulangisti ed alla Ligue des Patriotes. Riprese vigore per breve tempo ad inizio Novecento. Pur supportando valori come il suffragio universale, la meritocrazia e l'uguaglianza di fronte alla legge, generalmente i suoi aderenti si definivano conservatori. Ponevano al centro del loro credo i valori di famiglia, religione, libero scambio e proprietà privata.

## La fondazione
"Appel au Peuple" era lo slogan del partito bonapartista.
L'armatore di Nantes, Alphonse-Alfred Haentjens, decise di fondare un gruppo parlamentare chiamato Appel au Peuple ed affiliato proprio ai bonapartisti sul finire del 1871 con l'intento di restaurare gli ideali di imperialismo democratico e libero commercio che avevano regnato sotto il secondo impero francese. Per questo motivo si servì del supporto dei principali viticultori della Francia sudoccidentale.
Secondo la visione di Haentjens, però, i bonapartisti puri non avevano una visione chiara del concetto di democrazia e per questo avevano bisogno di un organismo come il suo movimento politico che potesse essere maggiormente aperto ed accessibile al popolo.
L'idea centrale era che un plebiscito come quello del 1852 (che però di fatti fu orientato da un vero e proprio colpo di stato) potesse far tornare in auge l'impero col sostegno del popolo, ma ad ogni modo promisero che avrebbero rispettato i risultati del plebiscito qualsiasi essi fossero stati. Il gruppo iniziò a godere di un certo rilievo nel panorama politico quando, nel febbraio del 1872, Eugène Rouher, ex ministro della giustizia imperiale, decise di aderirvi.

## La prima fase: 1872–1889
I bonapartisti, alle prime elezioni democratiche dopo il crollo del secondo impero, non erano riusciti a sfondare nel panorama politico francese come avevano sperato ed anzi avevano ottenuto appena cinque seggi all'Assemblea Nazionale: uno per il Charente-inférieure, due per il Pas-de-Calais e due per la Corsica.
Il 16 marzo 1874 il principe Napoleone (figlio di Napoleone III), tenne un discorso in occasione del suo diciottesimo compleanno dichiarandosi favorevole ad un appel au peuple, ad un plebiscito.
Disse: "se il nome di Napoleone emergerà nuovamente nel voto popolare, sono pronto ad accettare la responsabilità che la volontà nazionale mi imporrà".
Da quel momento diversi bonapartisti riuscirono ad essere eletti tra cui Philippe La Beaume de Bourgoing. Correndo apertamente come membro dell'Appel au People, Bourgoing ottenne una maggioranza assoluta contro i propri avversari repubblicani e legittimisti. Come primo gesto dopo la sua elezione si portò in Inghilterra, a Chislehurst, a rendere omaggio all'ex imperatrice Eugenia de Montijo.
Dopo la vittoria di Bourgoing, gli aderenti all'Appel au Peuple si fecero ancora più concreti nelle loro azioni ed alcuni iniziarono a complottare di rovesciare la repubblica con l'appoggio di alcuni ufficiali. Il 9 giugno 1874 un deputato repubblicano venne a conoscenza di una circolare interna all'Appel du Peuple nella quale si prometteva un "trattamento di favore" a quegli ufficiali d'esercito in pensione che avessero deciso di aderire al movimento. Subito la notizia venne comunicata al ministro della guerra, Ernest Courtot de Cissey, il quale ad ogni modo minimizzò il fatto.
Tra il 1881 ed il 1889 il gruppo prese parte all'Union des Droites (Unione dei Diritti) e quando venne costituita la Ligue des Patriotes molti membri dell'Appel au Peuple presenziarono all'assemblea costituente assieme a blanquisti, revisionisti, membri della Jeunesse Antisémite ed a membri della Lega Antisemita di Francia di Jules Guérin.
Louis Le Provost de Launay e Jules de Cuverville, noti bonapartisti, furono esponenti del partito in questo periodo.

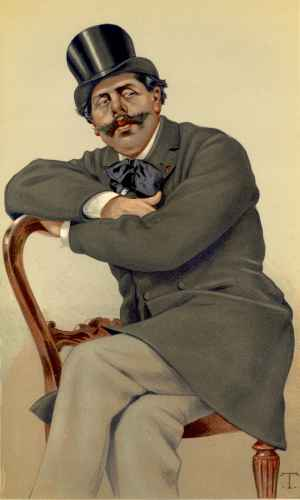
Ritratto di Paul Cassagnac il Vecchio eseguito da Théobald Chartran, 1879

Gli aderenti all'Appel au peuple avevano anche molti punti in comune coi boulangisti, ai quali anche i principi Napoleone e Vittorio Bonaparte, come pure Paul Cassagnac avevano dato il loro appoggio nella speranza di poter riportare in auge l'impero.
Cassagnac, pur non fidandosi personalmente, incoraggiò il generale Georges Ernest Boulanger a compiere un colpo di stato nel luglio del 1887, ma questo fallì per mancato supporto. Nel 1888 diversi bonapartisti aderirono inoltre alla Ligue des patriotes di Paul Déroulède.

## La decadenza: 1889–1910
Dopo le elezioni del 1889, il gruppo parlamentare dell'Appel au peuple si unì alla Réunion Générale des Députés de la Droite e gli stessi bonapartisti si convinsero ad adottare l'ideale plebiscitario a partire dal 1891.
Ad ogni modo, alle elezioni del 1893, il partito aveva ancora solo 13 seggi alla camera al punto che diversi informatori provinciali legati al movimento chiusero.
I bonapartisti riorganizzarono nel 1903 l'Appel au Peuple sotto la guida del marchese Jules-Albert De Dion. Altri leader del movimento in quest'epoca furono Paul de Cassagnac il Giovane, Le Provost de Launay e Pierre Taittinger; quest'ultimo diverrà poi leader della Jeunesses Patriotes e poi della Juenesses plébiscitaires.
il nuovo Appel au Peuple continuò a supportare i pretendenti bonapartisti, ma combinò i concetti bonapartisti con i temi dell'autoritarianismo e del plebiscitismo.
L'esperienza del partito terminò nel 1910 con l'unione con i bonapartisti a costituire il Groupe des Droites.

## Ideologia
Il concetto base dell'Appel au peuple era il fatto che il potere fosse strettamente radicato nel popolo, anche se i suoi leaders erano più interessati nel manipolare l'opinione pubblica piuttosto che seguirne i bisogni.
Ad ogni modo, la filosofia bonapartista di base poneva il gruppo a contrapporsi naturalmente coi monarchici francesi che ritenevano che fosse il popolo a dover deferire il proprio potere, "naturalmente", alle classi più alte.
A differenza dei bonapartisti che volutamente avevano lasciato insoluta la questione se l'autoritarianesimo democratico dovesse essere di destra o di sinistra per raccogliere maggior consenso, i membri dell'Appel au peuple erano posti spiccatamente a destra, propugnando gli ideali di famiglia, religione e proprietà privata come fondanti nel rispetto delle autorità sociali.
Il giornale monarchico Le Conservateur et le Gers réunis scriveva nel 1876 che i rappresentanti della famiglia Cassagnac avevano predicato "i diritti del popolo ai ricchi, il che è puro socialismo... questi due uomini, padre e figlio, hanno colto l'occasione per diffondere le loro dottrine, i loro complotti e i loro intrighi di basa lega".
Il giornale bonapartista L'appel au peuple (che non a caso aveva il nome del medesimo gruppo parlamentare) ribatté: "Voi avrete il ritorno con le bandiere bianche dei Borbone anche dei vecchi privilegi; avrete la soppressione del suffragio universale; tornerete ad un'epoca in cui solo i più ricchi e nobili avevano il diritto di partecipare agli affari pubblici, o in una parola, avevano il diritto di voto".

## Deputati nella terza repubblica francese
I deputati aderenti al gruppo nella terza repubblica francese furono:

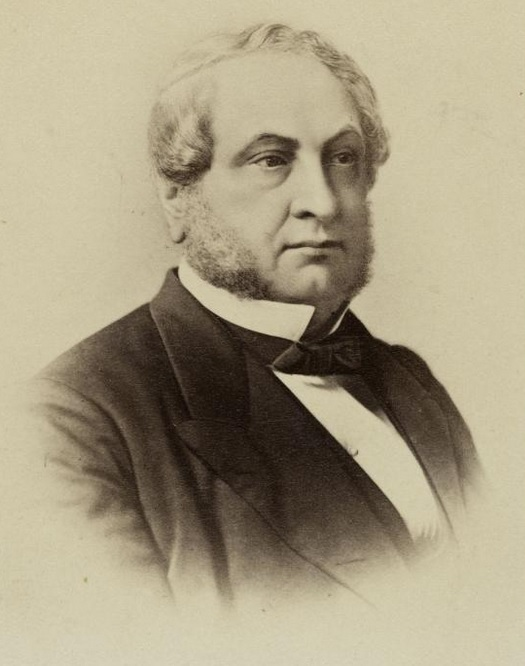
Eugène Rouher, leader del gruppo dell'Appel au Peuple

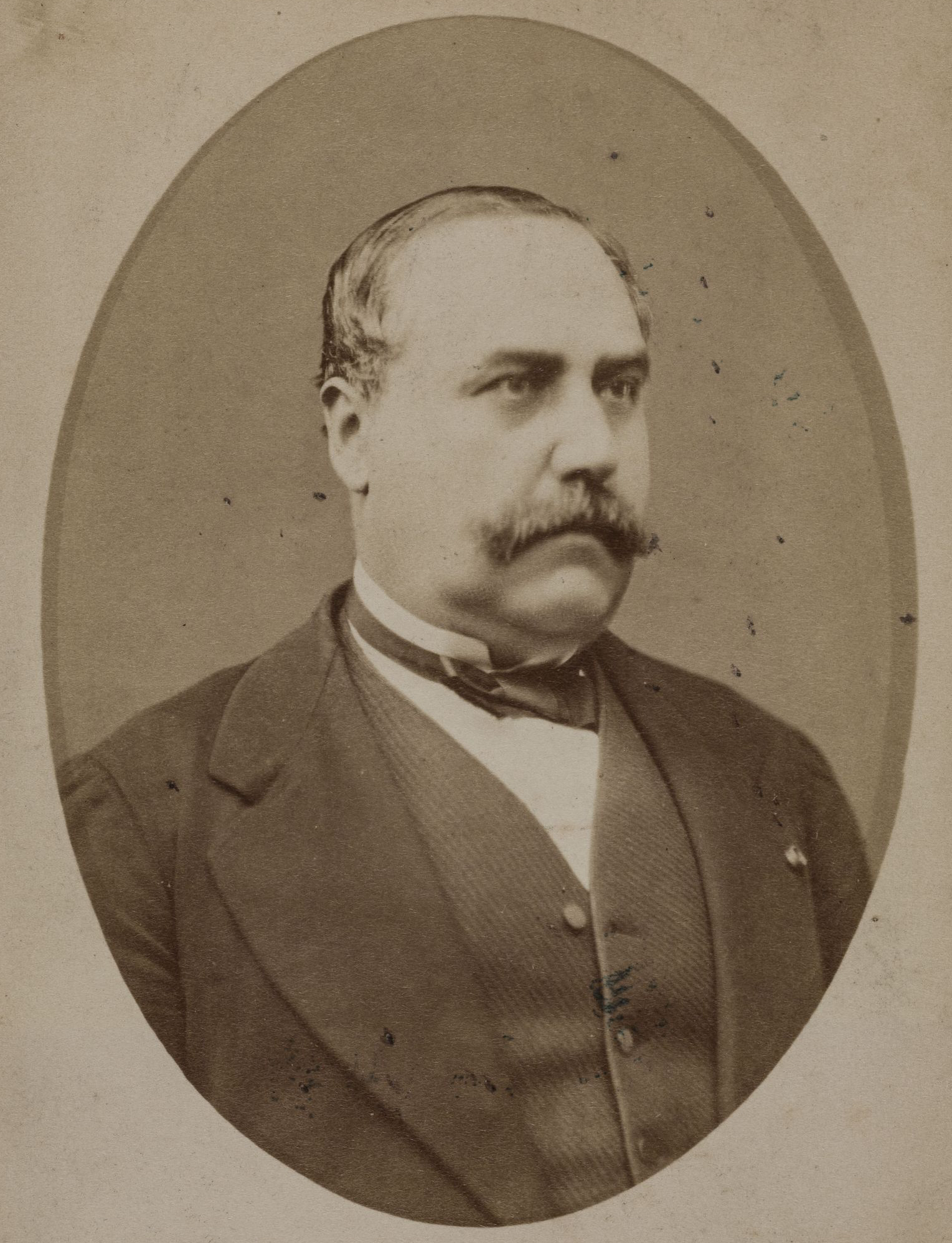
Il barone Eschassériaux, presidente del gruppo nel 1874

| Nome                                 | Deputato per        | In carica | Note                           |
| ------------------------------------ | ------------------- | --------- | ------------------------------ |
| Jean-Charles Abbatucci               | Corsica             | 1872–1881 |                                |
| Jean-Baptiste Boffinton              | Charente-Inférieure | 1873–1876 |                                |
| François-Xavier Joseph de Casabianca | Corsica             | 1876–1877 |                                |
| Ernest Arrighi de Casanova           | Corsica             | 1876–1881 |                                |
| Gustave Cunéo d'Ornano               | Charente            | 1876–1906 |                                |
| Jérôme David                         | Gironde             | 1876–1881 |                                |
| Eugène Eschassériaux                 | Charente-Inférieure | 1871–1893 | presidente del gruppo nel 1874 |
| Jérôme Galloni d'Istria              | Corsica             | 1871–1876 |                                |
| Albert Gauthier de Clagny            | Seine-et-Oise       | 1889–1910 |                                |
| Louis Gautier                        | Charente            | 1876–1880 |                                |
| René François Gautier                | Charente            | 1880–1898 |                                |
| Denis Gavini                         | Corsica             | 1871–1885 |                                |
| François Hamille                     | Pas-de-Calais       | 1871–1885 |                                |
| Alphonse-Alfred Haentjens            | Sarthe              | 1871–1883 |                                |
| Eugène Jolibois                      | Charente-Inférieure | 1876–1893 |                                |
| Joseph Lachaud de Loqueyssie         | Tarn-et-Garonne     | 1877–1881 |                                |
| Jean-Edmond Laroche-Joubert          | Charente            | 1871–1884 |                                |
| Arthur Legrand                       | Manche              | 1871–1916 | presidente del gruppo          |
| Charles-Alphonse Levert              | Pas-de-Calais       | 1872–1889 |                                |
| Joachim Joseph André Murat           | Lot                 | 1871–1889 |                                |
| Adrien Joseph Prax-Paris             | Tarn-et-Garonne     | 1871–1902 |                                |
| Edgar Raoul-Duval                    | Seine-Inférieure    | 1871–1887 |                                |
| René Reille                          | Tarn                | 1876–1898 |                                |
| Eugène Rouher                        | Puy-de-Dôme         | 1872–1881 |                                |
| Auguste Roy de Loulay                | Charente-Inférieure | 1871–1876 |                                |
| Alfred de Vast-Vimeux                | Charente-Inférieure | 1871–1876 |                                |